# Liszki (Klein-Polen)

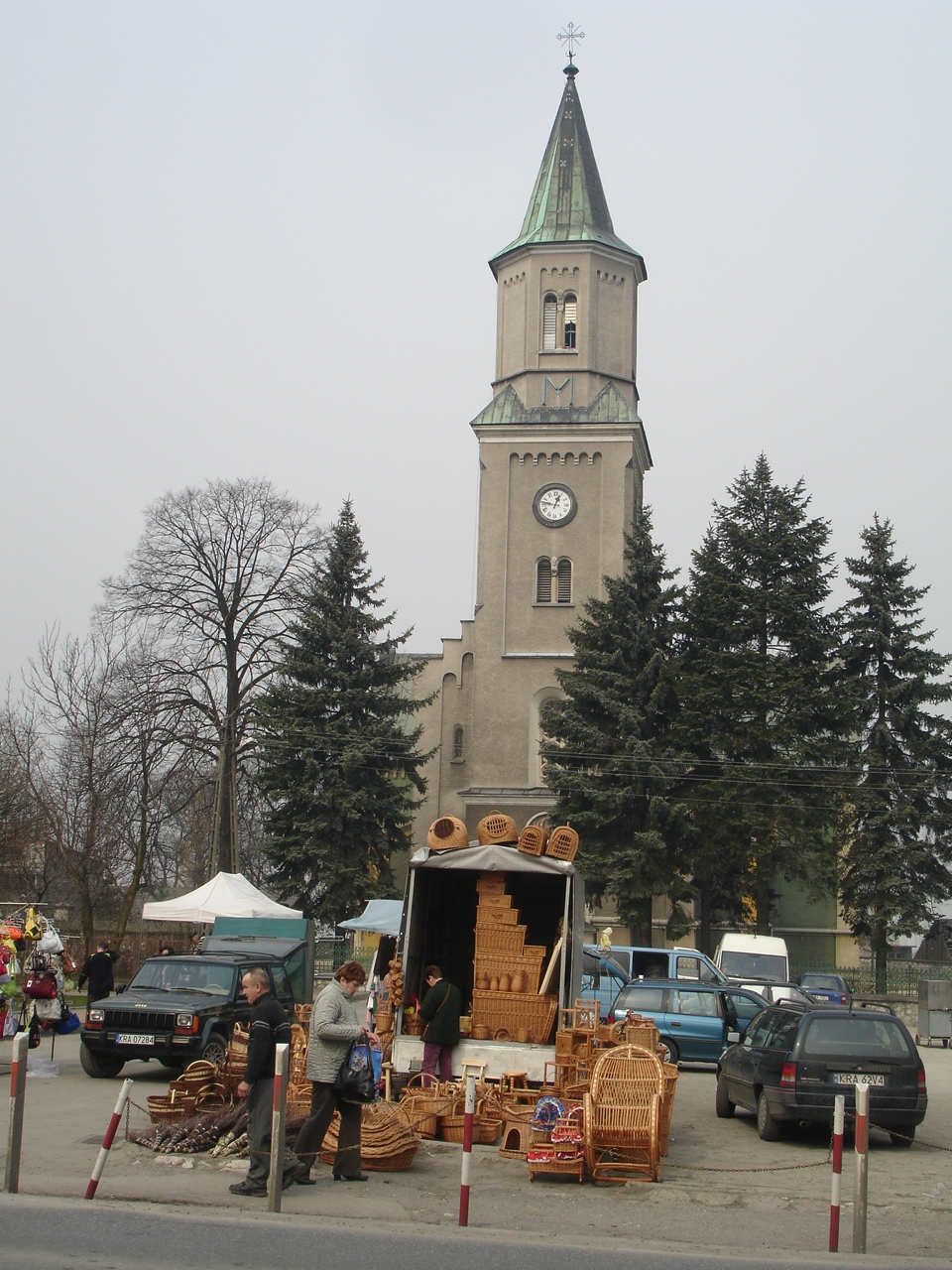
Kerk in Liszki

Liszki is een dorp in het Poolse woiwodschap Klein-Polen, in het district Krakowski. De plaats maakt deel uit van de gemeente Liszki en telt 1850 inwoners.